# 梅德斯通和威爾德 (英國國會選區)

選區在肯特郡的位置

梅德斯通和威爾德（英語：Maidstone and The Weald），英國國會一郡選區，位於肯特郡中南部，包括梅德斯通區西南部和坦布里奇韋爾斯區東北部兩個地方選區。
本區自1997年創設以來一直保守黨。2010年大選中自1997年起任議員的安·威德克姆宣佈退休，由海倫·格蘭特以56.2%選票繼承留下來的議席。